# Indian Shores
Indian Shores es un pueblo ubicado en el condado de Pinellas en el estado estadounidense de Florida. En el Censo de 2010 tenía una población de 1.420 habitantes y una densidad poblacional de 585,75 personas por km².

## Geografía
Indian Shores se encuentra ubicado en las coordenadas 27°51′3″N 82°50′41″O / 27.85083, -82.84472. Según la Oficina del Censo de los Estados Unidos, Indian Shores tiene una superficie total de 2.42 km², de la cual 0.88 km² corresponden a tierra firme y (63.89%) 1.55 km² es agua.

## Demografía
Según el censo de 2010, había 1.420 personas residiendo en Indian Shores. La densidad de población era de 585,75 hab./km². De los 1.420 habitantes, Indian Shores estaba compuesto por el 96.55% blancos, el 0.42% eran afroamericanos, el 0% eran amerindios, el 1.2% eran asiáticos, el 0.14% eran isleños del Pacífico, el 0.85% eran de otras razas y el 0.85% pertenecían a dos o más razas. Del total de la población el 5.99% eran hispanos o latinos de cualquier raza.